# Malaincourt-sur-Meuse
Malaincourt-sur-Meuse település Franciaországban, Haute-Marne megyében. Lakosainak száma 49 fő (2022. január 1.). Malaincourt-sur-Meuse Brainville-sur-Meuse, Chaumont-la-Ville, Doncourt-sur-Meuse, Graffigny-Chemin és Hâcourt községekkel határos.

## Népesség
A település népességének változása:
| Lakosok száma | 75   | 81   | 74   | 59   | 56   | 59   | 57   | 52   | 52   | 49   |
|               | 1968 | 1982 | 1990 | 2006 | 2013 | 2015 | 2017 | 2019 | 2020 | 2022 |